# Płyta Paszczaka

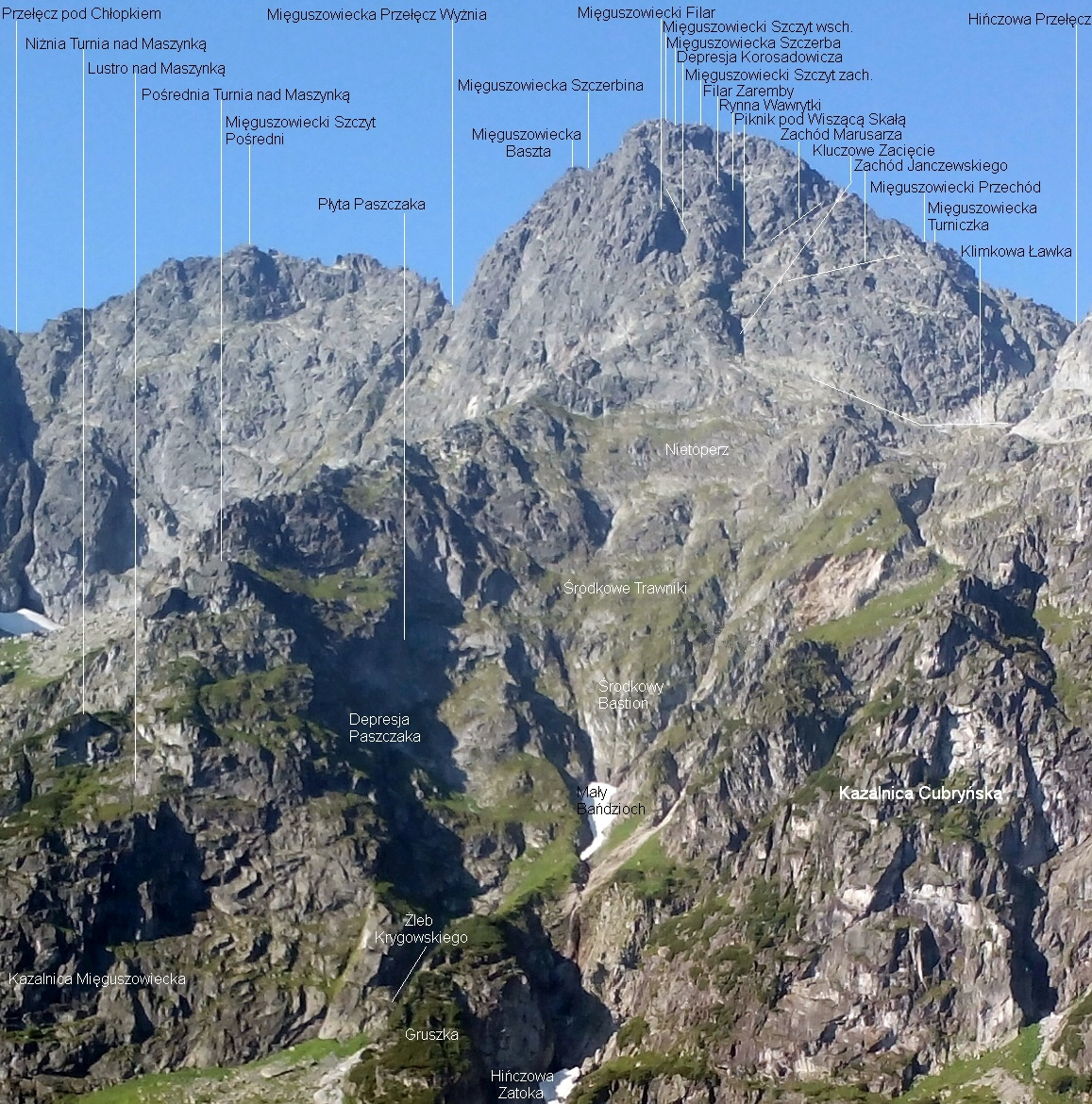
Formacje skalne na północnej ścianie Mięguszowieckiego Szczytu

Płyta Paszczaka – duża skalna płyta na północnej ścianie Mięguszowieckiego Szczytu w polskich Tatrach Wysokich. Znajduje się na wysokości 1862 m. Jest to lustro tektoniczne – olbrzymia, gładka, z daleka widoczna skała. Rozmiarami jest podobna do Lustra nad Czołówką, ale jest bardziej stroma, bardziej gładka i nie tak trawiasta. Przez Płytę Paszczaka prowadzi droga wspinaczkowa Traviata. Przejście Płytą Paszczaka to IV w skali tatrzańskiej. Pierwsze przejście: Alicja i Artur Paszczak, Andrzej Durkiewicz i Michał Zieliński 30 grudnia 1998 r.
Autorem nazwy płyty jest Władysław Cywiński. 